# 明膠

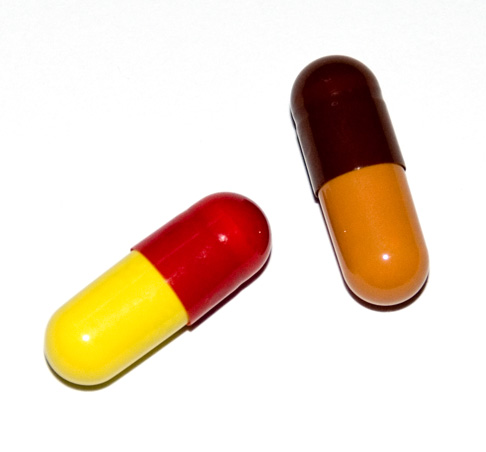
魚膠外壳膠囊藥丸

明膠（英語：gelatin）音譯吉利丁，香港稱魚膠，是水溶性大小不一的肽类或蛋白质混合的胶性物质，由动物皮肤、韧带、肌腱中的胶原经酸或碱部分水解或在水中煮沸而产生。明胶无味，呈无色或微黄透明的脆片或粗粉状，在35～40℃水中溶胀形成凝胶，广泛用于食品、药品胶囊，以及制作黏合剂、感光底片、滤光片等。
动物胶（animal glue）是水煮动物皮骨等富含胶原蛋白的部位而得到的胶质，明胶為其主要成分。
明膠通常用於食物、藥物或化妝品的膠凝劑。明膠是膠原蛋白的一種不可逆的水解形式，且歸類為食品。它常用於軟糖以及其他產品，如棉花糖、冰淇淋和優格。明膠一般用於食品的形式是片狀，顆粒劑或粉末，有時使用時需在水中預溶。明膠其用於食品添加劑的E編碼為E441。

## 製法
明膠是胜肽與膠原蛋白質部分水解的混合物，膠原蛋白通常自牛、豬和魚的皮、骨骼、結締組織中提取。照相和醫藥級明膠一般從牛骨頭製成，雖然一些牛骨明膠也用於食品工業。明膠是一種動物蛋白，不同於用於食品行業的許多其他的膠凝劑。
製造者會將牛部和豬的骨頭和皮膚放入約70英尺高的爐裏煮滾提煉膠原，再浸濕隔渣。製作過程不使用動物的角和蹄。精練而成的物質乾後會磨成粉末，再混入砂糖、己二酸、檸檬酸鈉，以及人造調味劑和食物色素。

## 饮食忌讳
由於膠原經透徹處理，美國聯邦政府不會將製成品分類為肉類或動物製品。不過素食主義人士會以洋菜作為明膠的替代品。另外，穆斯林由於伊斯蘭教因素，會採用經清真處理的牛明膠，而不會食用豬明膠。
伊斯兰教和犹太教都有规定，认为即使是猪肉明胶，用作药品时也属可用，因药品非食物且有明显必要（同理，糖尿病人以前使用猪胰岛素也合清真法）。猶太教保守派拉比协会1982年出版的《犹太教饮食法》还说，明胶经过化学转化，本质发生改变，属于犹太教饮食规定中全无禁忌的“中性食品”。1995年伊斯兰医学组织在科威特的大会也达成了类似的“转化为净”共识。

## 應用

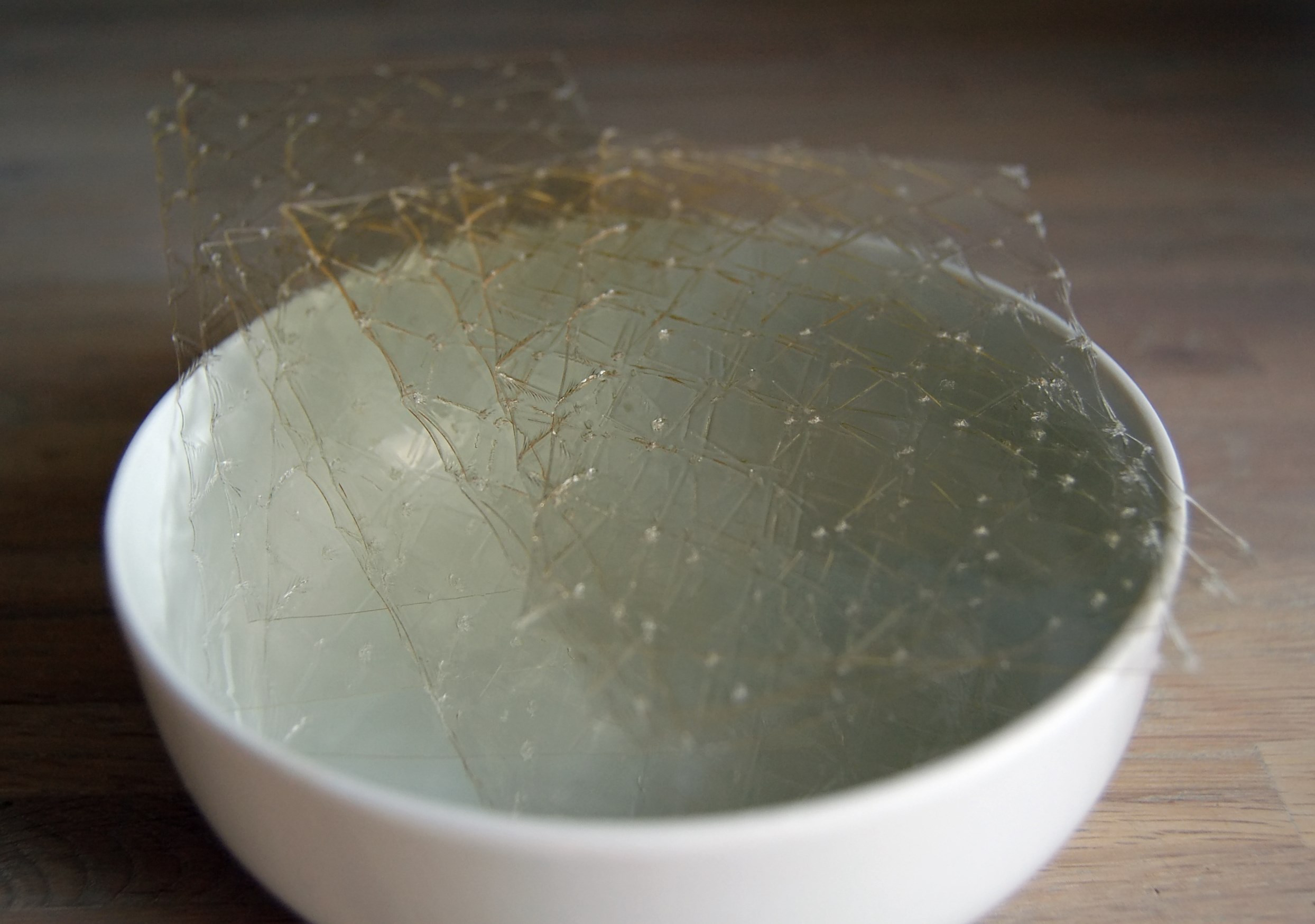
煮食用的明膠片

明膠廣泛用於食品生產（尤其是甜品）、家庭烹飪及藥物的製造，甚至其他工業用途。
食用的明膠一般為片狀或粉狀，即是明膠片或明膠粉，常用於製作果凍及布丁等甜品。
- 吉利丁片：片狀的吉利丁，半透明黃褐色。使用吉利丁片時，要剪成小片，水分約用量的5倍，將所有材料加熱至吉利丁融化即可。需要放入冰箱，才會凝固。
- 吉利丁粉：粉狀的吉利丁，用於果凍及西點。吉利丁直接以熱水攪拌至吉利丁融化即可。

## 疑慮
美國食品藥物管理局（FDA）與歐洲食品安全局（EFSA）認為用牛骨製成的明膠造成人類感染致命的狂牛病風險很低，但不是完全無風險。

## 外部連結
1. ↑  . 中国药学会.
2. ↑  . 术语在线. 全国科学技术名词审定委员会. （简体中文）
3. 1 2  Gezairy HA.  (PDF). World Health Organization, Regional Office for the Eastern Mediterranean. 2001-07-17  [2009-05-12]. （原始内容 (PDF)存档于3 March 2016）.
4. ↑  Smith, MJ. . Infectious Disease Clinics of North America (Review). November 2015, 29 (4): 759–769. PMID 26337737. doi:10.1016/j.idc.2015.07.004.
5. ↑  Samuel H. Dresner; Seymour Siegel; David M. Pollock. . The Rabbinical Assembly. 1982: 97–98. ISBN 978-0-8381-2105-4.
6. ↑   (PDF). 原始内容存档于2021-06-28.
7. ↑  . EFSA Journal. 2006, 4 (1): 312. ISSN 1831-4732. doi:10.2903/j.efsa.2006.312 （英语）.